# Baía de Ha Long
A Baía de Ha Long ou Baía de Alongues (em português:"Onde o Dragão entra no Oceano"), com cerca de 1.969 ilhotas de calcário que se elevam das águas, é a mais conhecida baía do Vietname. A maior parte das ilhas não está habitada nem afectada pela presença humana. A beleza cénica do sítio é complementada pelo seu interesse biológico. As ilhas tem um número infinito de praias, grutas e cavernas. De acordo com a lenda, quando um grande dragão que vivia nas montanhas correu até ao mar, a sua cauda cavou vales que mais tarde foram enchidos com água, deixando apenas pedaços de terra à superfície, ou seja, as inúmeras ilhas que se avistam na baía. A Baía de Ha Long foi declarada Património Mundial da UNESCO em 1993.

## Galeria

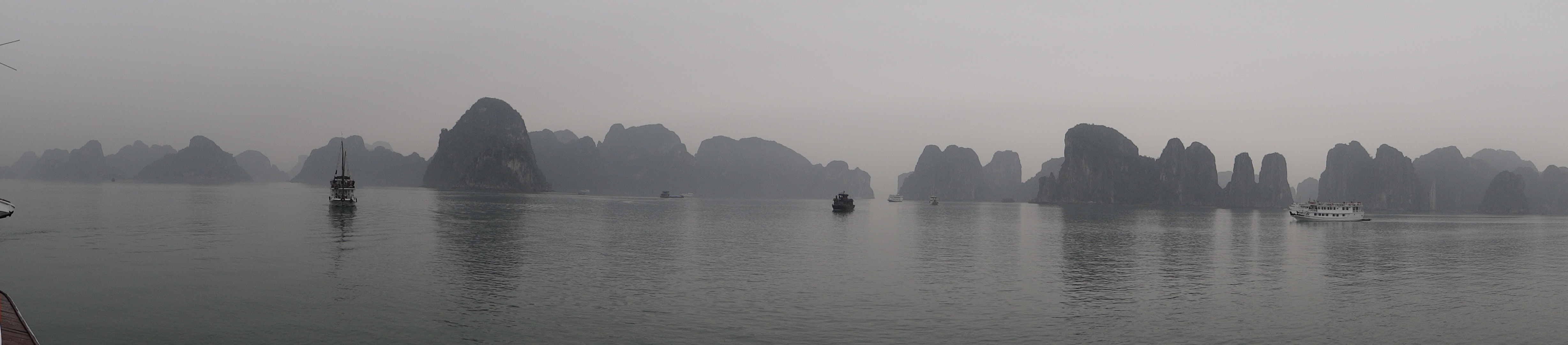
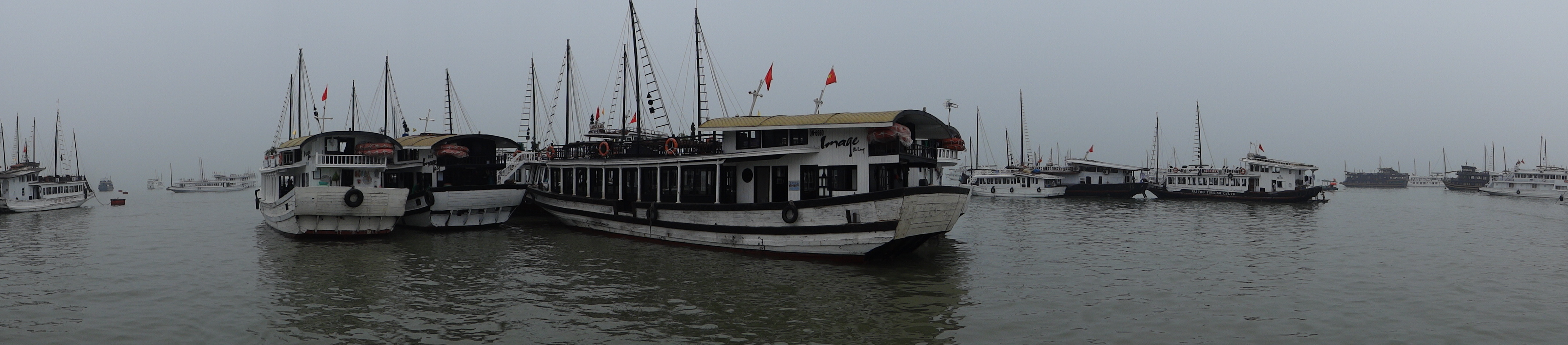
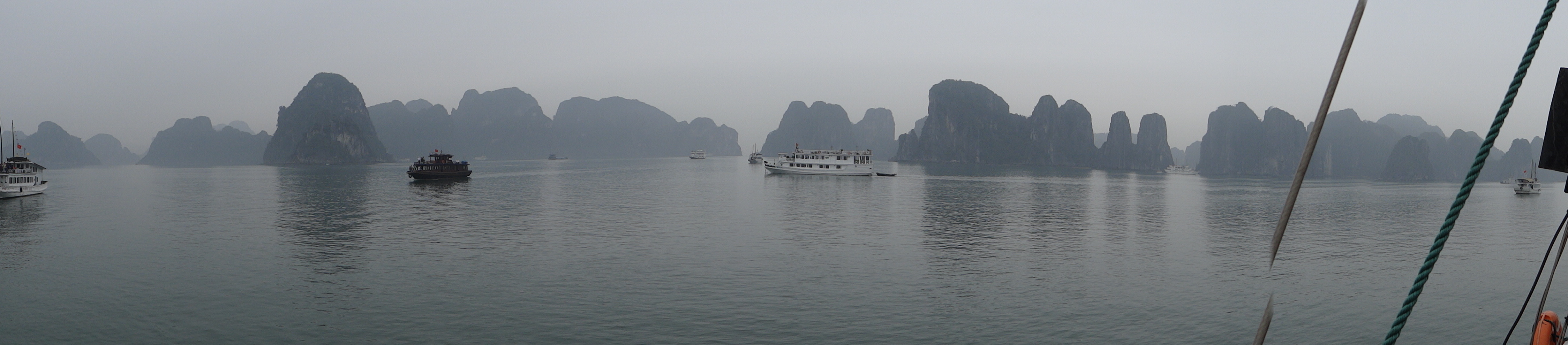
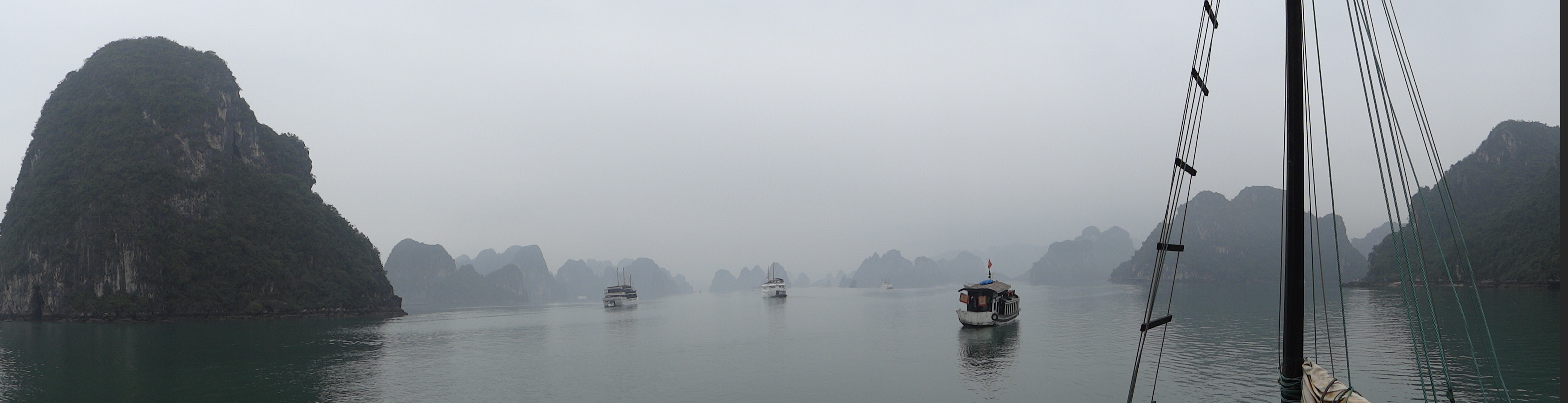
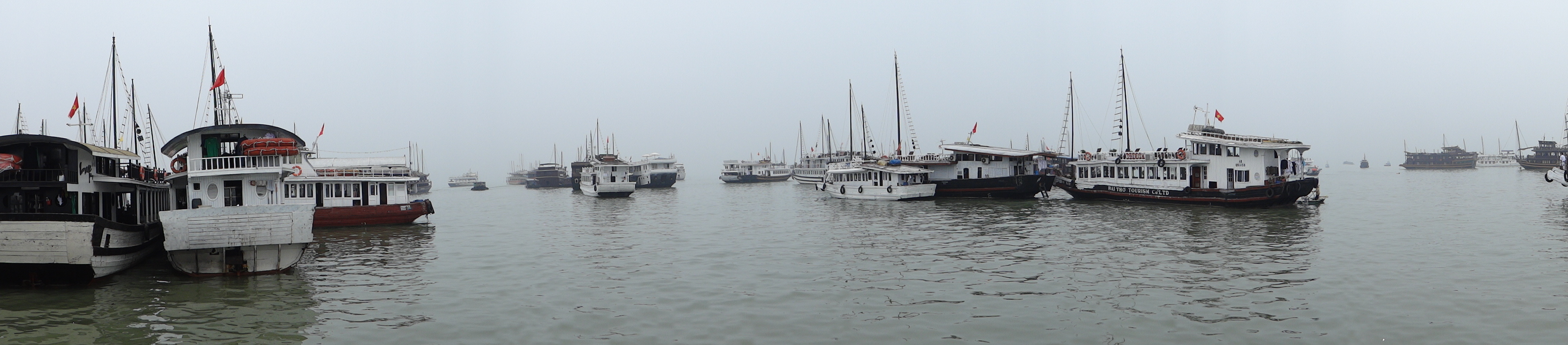
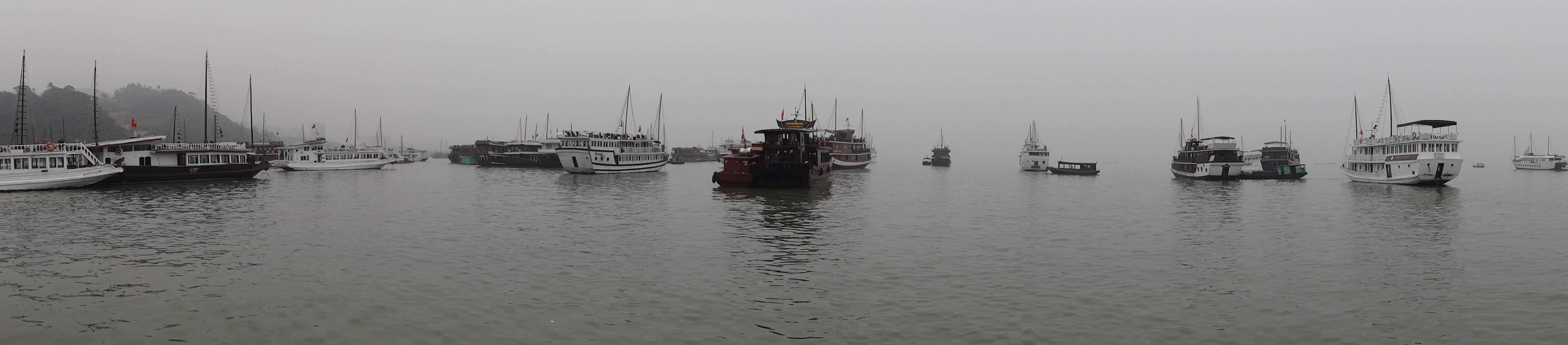
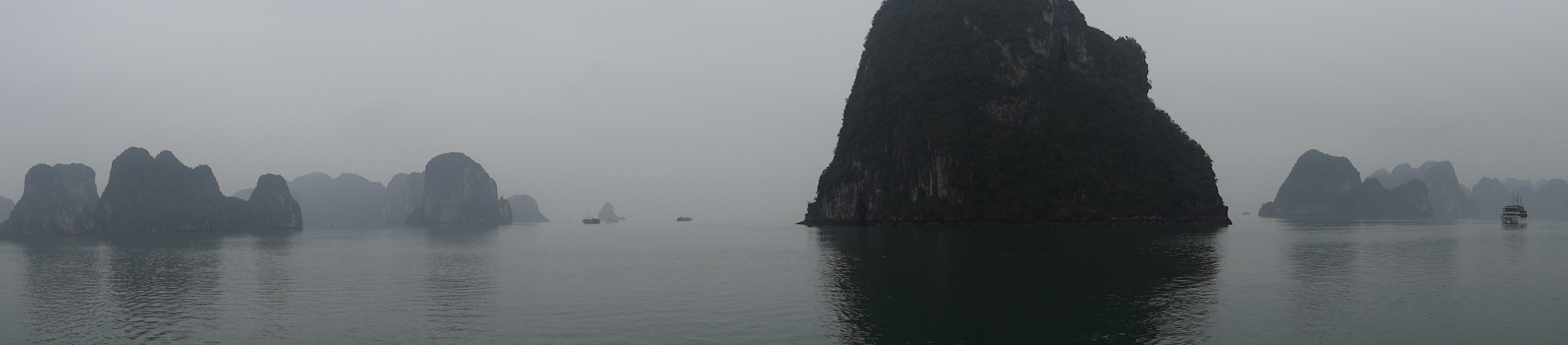
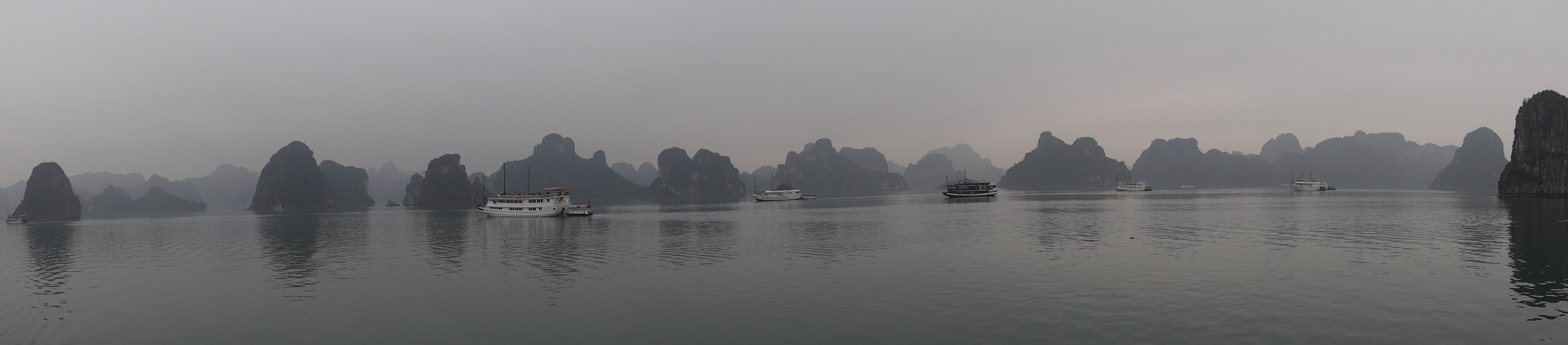
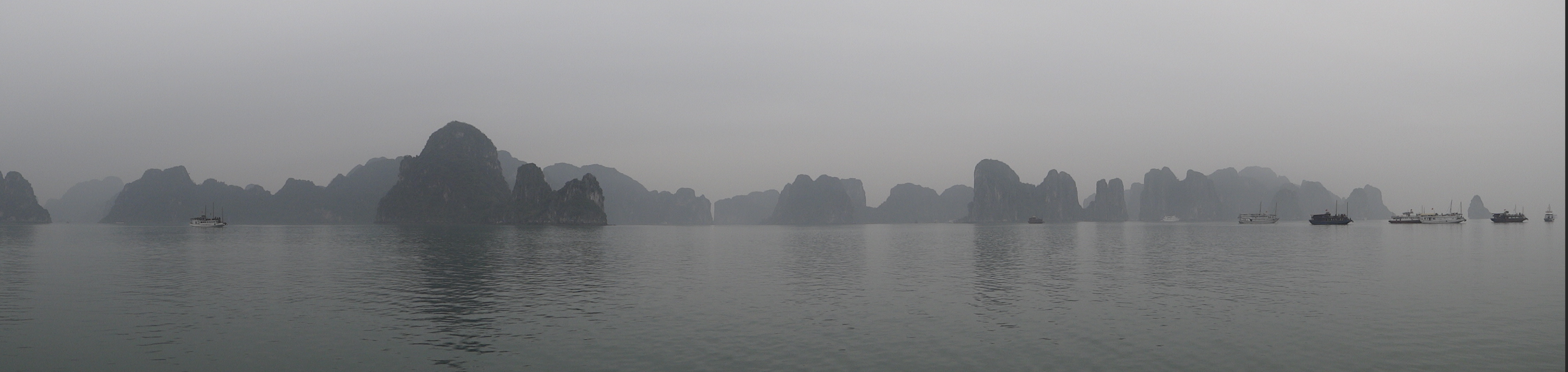

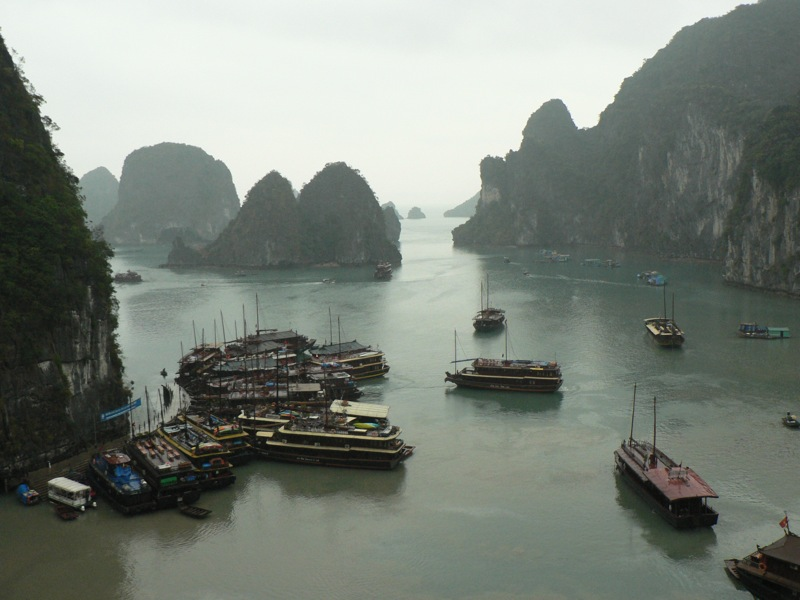
Barcos na baía
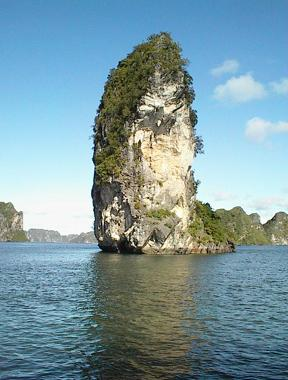
Baía de Ha Long